# .eu
.eu là tên miền Internet cấp cao nhất dành cho quốc gia (ccTLD) của Liên minh châu Âu, và những tổ chức và công dân thuộc các nước thành viên EU, bắt đầu hoạt động vào ngày 7 tháng 12, 2005. Những chủ sở hữu thương hiệu có thể đăng ký thông qua giai đoạn mặt trời mọc (tương tự như sự ra đời của tên miền .info), trong một nỗ lực nhằm ngăn ngừa việc mua tên miền nổi tiếng rồi bán lại. Việc đăng ký đầy đủ bắt đầu vào ngày 7 tháng 4, 2006.
TLD được quản lý bởi EURid, hiệp hội bao gồm những công ty đăng ký ccTLD địa phương của Bỉ, Cộng hòa Séc, Thụy Điển và Ý.

## Sự thành lập và giai đoạn mặt trời mọc

Biểu trưng.eu dùng để quảng bá của EURid

Tên miền.eu được chứng nhận bởi ICANN vào ngày 22 tháng 3, 2005 và đặt nó vào khu vực gốc Internet vào ngày 2 tháng 5, 2005. Mặc dù EU không phải là một nước (nó là tổ chức đa quốc gia, đa chính phủ), có những tiền lệ về việc cấp phát tên miền cấp cao nhất cho những tổ chức khác, ví dụ như .nato
Giai đoạn Mặt trời mọc nổ ra theo 2 giai đoạn. Giai đoạn đầu, bắt đầu vào ngày 7 tháng 12 năm 2005 ưu tiên cho những nhà đăng ký có quyền ưu tiên về tên thương hiệu và tên địa lý. Bước thứ hai bắt đầu vào ngày 7 tháng 2 năm 2006 và bao gồm các tên công ty, thương mại và cá nhân. Đối với tất cả trường hợp nộp đơn Mặt trời mọc, việc nộp đơn cần phải đi kèm với văn bản chứng tỏ yêu cầu sở hữu là đúng đắn. Việc quyết định sau đó sẽ được thực hiện bởi PricewaterhouseCoopers của Bỉ, nơi đã được chọn làm ủy quyền xác nhận của EURid.
Vào ngày 7 tháng 2 2006, việc đăng ký đã mở rộng cho các tên công ty, thương mại và tên cá nhân. Trong 15 phút đầu, đã có tổng cộng 27.949 đơn, và sau một giờ là 71.235 đơn nộp vào.

## Sự sử dụng của các cơ quan Liên minh châu Âu
Tên miền cấp 2.europa.eu đã được để dành cho các trang của các cơ quan EU, với các cơ quan và cơ sở chuyển từ tên miền .eu.int sang .europa.eu vào ngày châu Âu 9 tháng 5 năm 2006. Ngân hàng trung ương châu Âu tuy nhiên lại không nằm dưới "cái dù châu Âu" do tính độc lập về chính trị của nó, và chỉ sử dụng ECB.eu

## Việc sử dụng thực
Những người dùng chính của tên miền.eu là các trang web có xu hướng và có bạn đọc liên châu Âu hoặc xuyên biên giới. Nó thường được dùng để nhấn mạnh 'tính châu Âu' của trang we, tương phản với trang wen có tên miền quốc gia chính xác hoặc có nguồn gốc từ "dotcom" toàn cầu.
Ở phần lớn đất nước ở EU, tên miền quốc gia chiếm một tỷ lệ thị trường cùng với các tên miền .com/.net/.org/.info/.biz. Kết quả là.eu đã có một cuộc chiến gay go để giành lấy thị phần lớn của các thị trường quốc gia. Người dùng quốc nội có xu hướng sử dụng tên miền quốc gia và.com. Những tên miền khác như .net, .org và một số ít các mở rộng .info và .biz có thị phần nhỏ hơn nhiều trong thị trường các quốc gia đó.
Hơn một năm sau khi.eu ra đời (ngày 5 tháng 7 năm 2007), số lượng tên miền .de được đăng ký là 11.079.557 theo như trang thống kê đăng ký .de của Đức Lưu trữ ngày 29 tháng 6 năm 2007 tại Wayback Machine, trong khi số người Đức sở hữu tên miền.eu theo trang thống kê của EURid Lưu trữ ngày 10 tháng 7 năm 2007 tại Wayback Machine là 796.561. Số tên miền .uk đăng ký là 6.038.732 theo trang thống kê của Nominet đăng ký .uk. Số lượng người dùng ở Anh sử dụng tên miền.eu là 344.584.

### Bến đỗ và chuyển hướng
- Nhiều người đăng ký tên miền sử dụng trang.eu của họ như một cổng thông tin web chứa danh sách các trang web quốc gia của họ với tên miền quốc gia. (ví dụ: www.sony.eu)
- Những người đăng ký khác thì đăng ký tên miền.eu để bảo vệ thương hiệu của trang web hoặc tên miền chính, và chuyển hướng khách viếng thăm tới trang web có tên miền nội địa hoặc.com có trước đó của họ. (ví dụ: www.champagne.eu)
- Nhiều trang.wu chỉ đơn là trang bến đỗ với quảng cáo trả tiền cho mỗi lần nhấp chuột. ISP và chủ trang web thường sẽ chỉ những tên miền không sử dụng đến trang bến đỗ với quảng cáo trả tiền kiểu như trên.
- Nhiều trang web.eu đang hoạt động thực sự là bí danh cho những trang web tên miền quốc gia hoặc.com.